# Лёгкая атлетика на летних Олимпийских играх 1900 — бег на 400 метров
Соревнования по бегу на 400 метров среди мужчин на летних Олимпийских играх 1900 прошли 14 и 15 июля. Приняли участие 15 спортсменов из шести стран.

## Призёры
| Золото            | Серебро            | Бронза            |
| Максвелл Лонг США | Уильям Голланд США | Эрнст Шульц Дания |

## Рекорды
| Мировой рекорд     | Официального рекорда не было до 29 сентября 1900 года | —      |               |               |  |
| Олимпийский рекорд | Том Бёрк (USA)                                        | 54,2 с | Афины, Греция | 7 апреля 1896 |  |

## Соревнование

### Предварительные забеги
| Место | Спортсмен                | Результат  |
| ----- | ------------------------ | ---------- |
| 1     | Максвелл Лонг (USA)      | 50,4 с OR  |
| 2     | Гарри Ли (USA)           | Неизвестен |
| 3     | Харви Лорд (USA)         | Неизвестен |
| 4     | Жорж Клеман (FRA)        | Неизвестен |
| 5     | Вальтер Драмхеллер (USA) | Неизвестен |

| Место | Спортсмен              | Результат  |
| ----- | ---------------------- | ---------- |
| 1     | Уильям Молони (USA)    | 51,0 с     |
| 2     | Эрнст Шульц (DEN)      | Неизвестен |
| 3     | Шарль-Робер Феди (FRA) | Неизвестен |
| 4     | Паль Коппан (HUN)      | Неизвестен |
| 5     | Ингвар Брюн (NOR)      | Неизвестен |

| Место | Спортсмен             | Результат  |
| ----- | --------------------- | ---------- |
| 1     | Диксон Бордман (USA)  | 51,2 с     |
| 2     | Уильям Голланд (USA)  | Неизвестен |
| 3     | Генри Слек (USA)      | Неизвестен |
| 4-5   | Умберто Коломбо (ITA) | Неизвестен |
| 4-5   | Золтан Спедл (HUN)    | Неизвестен |

### Финал

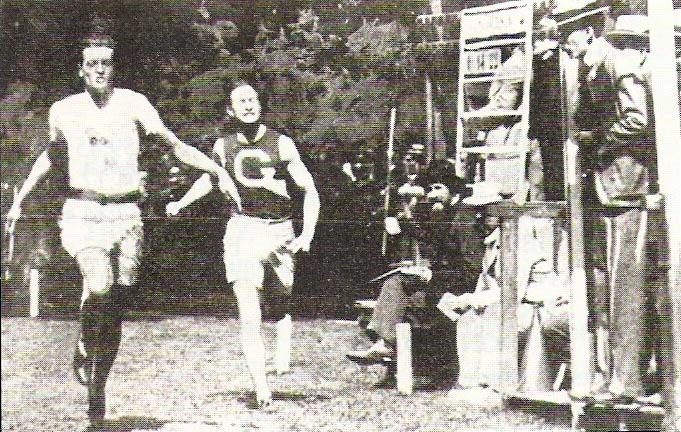
Финиш в финальном забеге

| Место | Спортсмен            | Результат  |
| ----- | -------------------- | ---------- |
| 1     | Максвелл Лонг (USA)  | 49,4 с OR  |
| 2     | Уильям Голланд (USA) | Неизвестен |
| 3     | Эрнст Шульц (DEN)    | Неизвестен |
| —     | Диксон Бордман (USA) | DNS        |
| —     | Гарри Ли (USA)       | DNS        |
| —     | Уильям Молони (USA)  | DNS        |